# Selskabet Kjæden
Selskabet Kjæden (tidligere Kædeordenen med det fulde navn Kjæden de tre vise af Østerland) er et filantropisk selskab, hvis oprindelse går langt tilbage i tiden, og som i flere henseender minder om de gamle gilder. Kæden formodes at være ophørt i slutningen af det 17. århundrede, men fornyedes ifølge den af selskabet udgivne medlemsfortegnelse fra  27. november 1774 af nogle frafaldne frimurere. I begyndelsen af det 19. århundrede påtog Kæden sig to opgaver, som siden har hørt til dens faste virksomhed: Omsorgen for blinde og for fattiges bespisning om vinteren. 
Kæden er det ældste blindeselskab i Danmark og har bl.a. for 148.000 kr. ladet opføre Det kongelige Blindeinstitut i København.
Fremdeles har Kæden stiftet Bespisningsanstalten for trængende i Kjøbenhavn, den ældste af denne slags anstalter der begyndte sin virksomhed i vinteren 1829-30 med uddeling af varm middagsmad til fattige, men kun efter forudgået, nøjagtig undersøgelse af trangsforhold. 1839-48 var Christian VIII den første ordensherre siden Kædens fornyelse. Frederik VIII var ordensherre 1891-1912; efter dennes død overtog Prins Harald stillingen: desuden har ordenen en Stormester og et guvernement til varetagelse af dens interesser. Kæden, der altid har talt brødre og søstre, blandt hvilke flere bekendte og fremragende personer, talte omkring 1920 ca. 350 medlemmer, der næsten alle var bosatte i København. Logen eksisterer stadig, og Prinsesse Elisabeth var dens protektor.
I 1869 fik logen en bygning i Klerkegade 10 i København, tegnet af Vilhelm Tvede. Den blev udvidet 1876 og 1883 og er i dag fredet.

## Ordensherrer
- 26-01-1839 - 20-08-1848 HM Kong Christian VIII
- 13-05-1891 - 14-05-1912 HM Kong Frederik VIII
- 04-01-1913 - 30-03-1949 HKH Prins Harald til Danmark
- 08-01-1952 - 27-12-1991 HH Prins Gorm til Danmark
- 04-01-1994 - 19-06-2018 HH Prinsesse Elisabeth til Danmark

## Stormestre
- 27-11-1774 - 12-04-1777 Adolf Friedrich von Restorff, oberstløjtnant
- 23-09-1777 - 18-10-1781 Christian Sommerfeldt, amtmand
- 18-10-1781 - 16-01-1783 Ove Malling, gehejmestatsminister
- 16-01-1783 - 04-10-1785 Christian Sommerfeldt Nerenst, told- og konsuminspektør
- 04-10-1785 - 03-11-1788 Frantz Dræbye, etatsråd
- 03-11-1788 - 23-08-1790 Christian Ewald, generalkrigskommisær
- 23-08-1790 - 01-12-1798 Matthias Saxtorph, professor, dr. med., etatsråd
- 01-12-1798 - 25-02-1838 Adam Wilhelm Hauch, overhofmarskal
- 09-04-1838 - 22-08-1846 Andreas Christian Kierulff, overpræsident
- 22-12-1846 - 07-11-1859 Joachim Godsche von Levetzau, overhofmarskal
- 01-12-1859 - 03-09-1861 Niels Viborg, departementsdirektør i Marineministeriet
- 03-09-1861 - 06-11-1862 Carl Frederik Selmer, etatsråd
- 06-11-1862 - 16-02-1889 Frederik Ferdinand Tillisch, gehejmekonferensråd
- 16-02-1889 - 10-02-1899 Johan Christian baron Bille-Brahe, stiftamtmand
- 13-02-1899 - 22-11-1905 Hans Jacob Adam Hagen, kommandør
- 23-11-1905 - 08-07-1915 Gerhard Christopher baron Zytphen-Adeler, arkivar
- 19-08-1915 - 09-02-1944 Carl Mauritz Gottholt Rosenberg Krag, kammerherre, etatsråd
- 15-03-1944 - 13-02-1958 Poul Oluf Just, grosserer
- 25-02-1958 - 09-10-1973 Albert Fabritius, kgl. ordenshistograf
- 09-10-1973 - 13-10-1979 Sven Houmøller, afdelingsbibliotekar
- 08-01-1980 - 04-04-1989 Vibeke Randbøl, fuldmægtig
- 04-04-1989 - 27-02-1994 Sven Schultz, antikvarboghandler
- 10-01-1995 - 08-01-2008 Erik Nygaard, boghandler
- 08-01-2008 - Lars Nilsson, personalechef
- 01-05-2021 - Troels Lucas, konsulent, iværksætter